# Ернст Едуард Куммер
Ернст Едуард Куммер (нім. Ernst Eduard Kummer; 29 січня 1810 — 14 травня 1893) — німецький математик, найбільші праці відносяться до алгебри і теорії чисел. Член Берлінської академії наук (1855), іноземний член Паризької Академії наук (1868), Лондонського Королівського товариства (1863) і Петербурзької Академії наук (1862).

## Біографія
Куммер народився в прусському місті Зоран (зараз це місто Жари в Польщі), в сім'ї лікаря. У ранньому віці втратив батька, але героїчні зусилля матері допомогли талановитому юнакові отримати освіту.
1828: Куммер вступає до університету Галле, де вивчає математику, теологію та філософію.
1831: закінчує університет. За одну з робіт з математичного аналізу університет відразу присуджує йому докторський ступінь.
Наступні 10 років Куммер викладає математику і фізику у вищій гімназії Лігніца (нині Легниця). Серед його учнів був Кронекер, дружбу з яким він зберіг на все життя.
У цей час Куммер звертає на себе увагу наукового світу публікацією декількох робіт по гіпергеометричних рядах. У 1839 році його обирають в Берлінську Академію наук.
1840: одружується з двоюрідною сестрою Діріхле.
1842: за рекомендацією Діріхле та Якобі отримує кафедру професора математики в Бреслау (нині Вроцлав).
1848: помирає дружина Куммера.
1855: переїжджає в Берлін, де викладає в Берлінському університеті. Допомагає перебратися туди Вейерштрасу. З цього моменту берлінська математична школа стає однією з провідних у Європі.
1890: йде у відставку і 3 роки опісля вмирає.
Серед учнів Куммера, крім згаданого Кронекера, були такі відомі математики, як П. Дюбуа-Реймон, П. Гордан, К. Г. А. Шварц і Г. Кантор.

## Наукова діяльність
Куммер зробив внесок в аналіз, теорію алгебраїчних чисел, геометрію, теоретичну механіку.
В аналізі він продовжив роботи Гауса по гіпергеометричних рядах. Його ім'я носить відома ознака збіжності.
У теорії чисел він з 1837 року багато займався Великою теоремою Ферма і довів її для цілого класу простих показників. Проблему він не вирішив, але в ході дослідження отримав безліч цінних результатів, наприклад, відкрив ідеальні числа і описав їх незвичайні властивості (1846). За ці роботи він отримав Великий приз Паризької Академії наук (1857).
Куммер також довів закон взаємності для всіх степеневих лишків із простим показником. Просунутися далі вдалося тільки Гільберту через кілька десятиліть.